# 黒古一夫
黒古 一夫（くろこ かずお、1945年12月12日 - ）は、日本近代文学研究者、文芸評論家、筑波大学名誉教授。

## 来歴･人物
群馬県安中市生まれ。群馬県立高崎工業高等学校、群馬大学教育学部卒業後、群馬県内の公立学校教員を6年間務める。法政大学大学院文学研究科博士課程修了。小田切秀雄に師事し、大学院在学中の1979年に修士論文を書き直した『北村透谷論－天空への渇望』を刊行し、『文学的立場』（第三次）や『流動』等の雑誌で批評家の仕事を始める。予備校講師・群馬大学、法政大学等の非常勤講師を経て、図書館情報大学助教授、教授、統合により筑波大学大学院図書館情報メディア研究科教授（〇合教授）。大学では近現代文学の他出版文化論や書誌学などを講じる。2011年定年退職、同大学名誉教授。
1982年、西ドイツから始まった世界的な「反核運動」に連動し中野孝次や小田実らが始めた「核戦争に反対する文学者の署名運動」（通称「文学者の反核運動」の事務局に関わり、東京、広島、長崎で開催された反核集会を準備する。また、その運動から生まれた『日本の原爆文学』（全15巻、1983年、ほるぷ出版）に最年少の編集委員としてかかわる。1983年には原爆文学論集『原爆とことば―原民喜から林京子まで』（三一書房刊）を上梓し、その後も『日本の原爆記録』（全20巻、1991年、日本図書センター）や『ヒロシマ・ナガサキ写真絵画集成』（全6巻、1993年、日本図書センター）等の編集に携わる。
また、全共闘体験を源基として「政治と文学」の関係を追求し、「近代とは何か」を問う立場から大江健三郎、原爆文学、三浦綾子、また村上龍、村上春樹、立松和平などを論じる。近年は、現代文学による「救い」は可能なのかという問いを背景とした論考を多数発表している。部落解放文学賞選考委員。なお、1986年11月には文芸評論家の小田切秀雄や伊藤成彦らと月刊批評新聞『文学時標』を創刊し、終刊号（150号、2000年7月）まで、毎号1～2本の批評やコラムを載せる。
2011年3月11日の東日本大震災に伴う福島第一原発の大事故（通称「フクシマ」）以後は、「核と人類は共存できない」との確信から「３・11後文学」などについて精力的に論及している。1970年代における原発に関わる小説や論稿から解き明かした『原発文学史・論』（2018年　社会評論社刊）は、その成果の一つと言える。
2019年6月からは、批評家生活40年を記念して『黒古一夫　近現代作家論集』（全6巻、第1巻北村透谷論・小熊秀雄論、第2巻大江健三郎論・林京子論、第3巻村上春樹論、第4巻村上龍・立松和平論、第5巻小田実論・野間宏論・辻井喬論、第6巻三浦綾子論・灰谷健次郎論・井伏鱒二論アーツアンドクラフツ）を刊行する。
なお、筑波大学を退職後の2012年9月から、3年間の約束で「楚天学者（特別招聘教授）」として中国武漢の華中師範大学の大学院日本語科で近現代文学を講じ、修士論文の指導を行う。華中師範大学の職を辞した後も中国との関係は続き、『大江健三郎論』や『村上春樹論』等5冊の作家論・文学論が中国語訳で刊行されたこともあり、毎年1回か2回、北京や山東省などの大学に呼ばれ、集中講義や講演を行う。

## 著書
- 『北村透谷論 天空への渇望』冬樹社 1979
- 『小熊秀雄論 たたかう詩人』土曜美術社 1982
- 『原爆とことば 原民喜から林京子まで』三一書房 1983
- 『祝祭と修羅 全共闘文学論』彩流社 1985
- 『大江健三郎論 森の思想と生き方の原理』彩流社 1989
- 『村上春樹 ザ・ロスト・ワールド』六興出版 1989
- 『村上春樹と同時代の文学』河合出版 1990
- 『立松和平-疾走する「境界」』六興出版 1991 「立松和平-疾走する文学精神 増補」随想舎 1997
- 『原爆文学論 核時代と想像力』彩流社 1993
- 『三浦綾子論 「愛」と「生きること」の意味』小学館 1994
- 『大江健三郎とこの時代の文学』勉誠社 1997
- 『立松和平伝説』河出書房新社（人間ドキュメント）2002
- 『小田実「タダの人」の思想と文学』勉誠出版 2002
- 『作家はこのようにして生まれ、大きくなった 大江健三郎伝説』河出書房新社 2003
- 『野間宏 人と文学』勉誠出版（日本の作家100人）2004
- 『灰谷健次郎 その「文学」と「優しさ」の陥穽』河出書房新社 2004
- 『戦争は文学にどう描かれてきたか』八朔社 2005
- 『原爆は文学にどう描かれてきたか』八朔社 2005
- 『魂の救済を求めて 文学と宗教との共振』佼成出版社 2006
- 『林京子論 「ナガサキ」・上海・アメリカ』日本図書センター 2007
- 『村上春樹 「喪失」の物語から「転換」の物語へ』勉誠出版 2007
- 『村上龍 「危機」に抗する想像力』勉誠出版 2009
- 『黒古一夫書評集』勉誠出版 2010
- 『『1Q84』批判と現代作家論』アーツアンドクラフツ　2011
- 『辻井喬論　修羅を生きる』論創社　2011
- 『文学者の「核・フクシマ論」―吉本隆明・大江健三郎・村上春樹』彩流社 2013
- 『井伏鱒二と戦争:『花の街』から『黒い雨』まで』彩流社 2014
- 『葦の髄より中国を覗く』アーツアンドクラフツ　2014
- 『村上春樹批判』アーツアンドクラフツ、2015
- 『立松和平の文学』アーツアンドクラフツ　2016
- 『原発文学史・論 絶望的な「核〈原発〉」状況に抗して』社会評論社　2018
- 『黒古一夫近現代作家論集』全6巻 アーツアンドクラフツ, 2019
- 『「団塊世代」の文学』アーツアンドクラフツ, 2020.6
- 『蓬州宮嶋資夫の軌跡 アナーキスト、流行作家、そして禅僧』佼成出版社, 2021.5
- 『焼跡世代の文学―高橋和巳　小田実　真継伸彦　開高健』アーツアンドクラフツ、2022、5
- 『ヤマトを撃つ沖縄文学―大城立裕・又吉栄喜・目取真俊』アーツアンドクラフツ、2023，11
- 『もう一人の老農―角田喜右作』私家版

### 共編著
- 『日本の原爆文学』（全15巻）ほるぷ出版　1983
- 『宮嶋資夫著作集』（全7巻）慶友社　1983 - 森山重雄が年譜の誤りを指摘している[4]。
- 『宮地嘉六著作集』（全6巻）慶友社　1984
- 『思想の最前線で 文学は予兆する』（編著）社会評論社 1990
- 『日本の原爆記録』（全20巻）日本図書センター　1991
- 『ヒロシマ・ナガサキ写真・絵画集成』（全6巻）日本図書センター　1993
- 『図書館を使う』遠藤卓郎共編 勉誠出版 1999
- 『小田切秀雄全集』（全18巻　別巻１）勉誠出版　2000
- 『大城立裕全集』（全13巻）勉誠出版　2002
- 『大城立裕文学アルバム』（編）勉誠出版 2004
- 『＜在日＞文学全集』（全18巻）勉誠出版　2004
- 『林京子全集』（全8巻）日本図書センター　2005
- 『ノーモアヒロシマ・ナガサキ 原爆写真』清水博義共編 日本図書センター 2005
- 『立松和平　日本を歩く』（全7巻）勉誠出版　2006
- 『読書と豊かな人間性』山本順一共編著 学文社 2007
- 『ヒロシマ・ナガサキからフクシマへ　「核」時代を考える』　勉誠出版　2011
- 『立松和平仏教対談集』（全1巻）アーツアンドクラフツ　2010
- 『立松和平全小説』（全31巻）勉誠出版　2010～2014

## その他
- 予備校講師（河合塾、群馬ゼミナール等）をしていた頃には、『ザ・予備校』（1986年、第三書館）の「全国予備校有名講師100傑」にも選ばれた。